# Иранское общество коранистики и хадисоведения
Иранское общество коранистики и хадисоведения (перс. انجمن علمی قرآن و حدیث‎) — было создано в целях распространения и развития научного изучения Корана и хадисов, повышения уровня специалистов, а также оптимизации образовательных и исследовательских процессов в области коранистики и хадисоведения. Общество располагается в Тегеране и является некоммерческим учреждением, работающим в сфере научных исследований и популяризации их результатов. Общество официально начало свою деятельность с января 2005 (по другим данным, с февраля 2004) г. В настоящее время его президентом является Аббас Хомами [1].

## Задачи и обязанности Общества
1. Проведение научных исследований на национальном и международном уровнях силами специалистов, так или иначе имеющих дело с историей.
2. Сотрудничество с органами исполнительной власти и научно-исследовательскими учреждениями в сфере оценки, пересмотра и реализации образовательных и исследовательских проектов и программ, соответствующих направлению деятельности Общества.
3. Стимулирование исследователей и чествование выдающихся учёных.
4. Предоставление образовательных, исследовательских и научно-технических услуг.
5. Проведение научных конференций на национальном, региональном и международном уровнях.
6. Публикация научных монографий и периодических изданий.

Среди направлений деятельности Общества можно назвать:
- Издание научного журнала «Коран и хадисы», а также участие в издании журнала «Религиоведческие исследования» [2]
- Проведение национальной конференции «Коран: рациональность и духовность» [1].

## Основные руководящие структуры Общества
а) Общее собрание;
б) Совет управляющих;
в) инспектор или инспекторы

## Научные группы Общества
1. . Специализированные группы
2. Комитет по образованию и исследовательской деятельности
3. Издательский комитет
4. Комитет статистики и информации
5. Комитет по протоколу и связям с общественностью
6. Комитет по проведению научных конференций.